# Luc-Olivier Merson

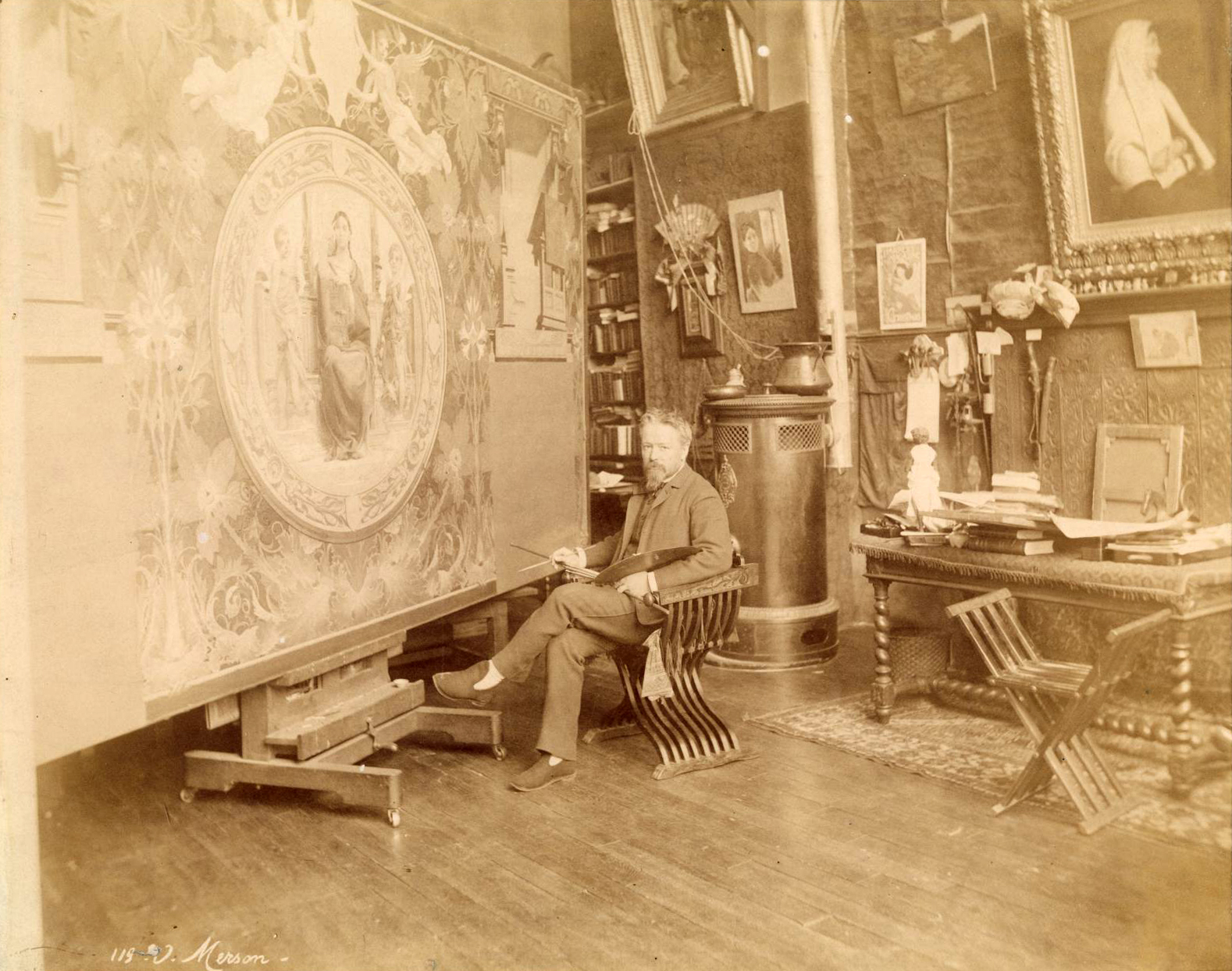
Luc-Olivier Merson

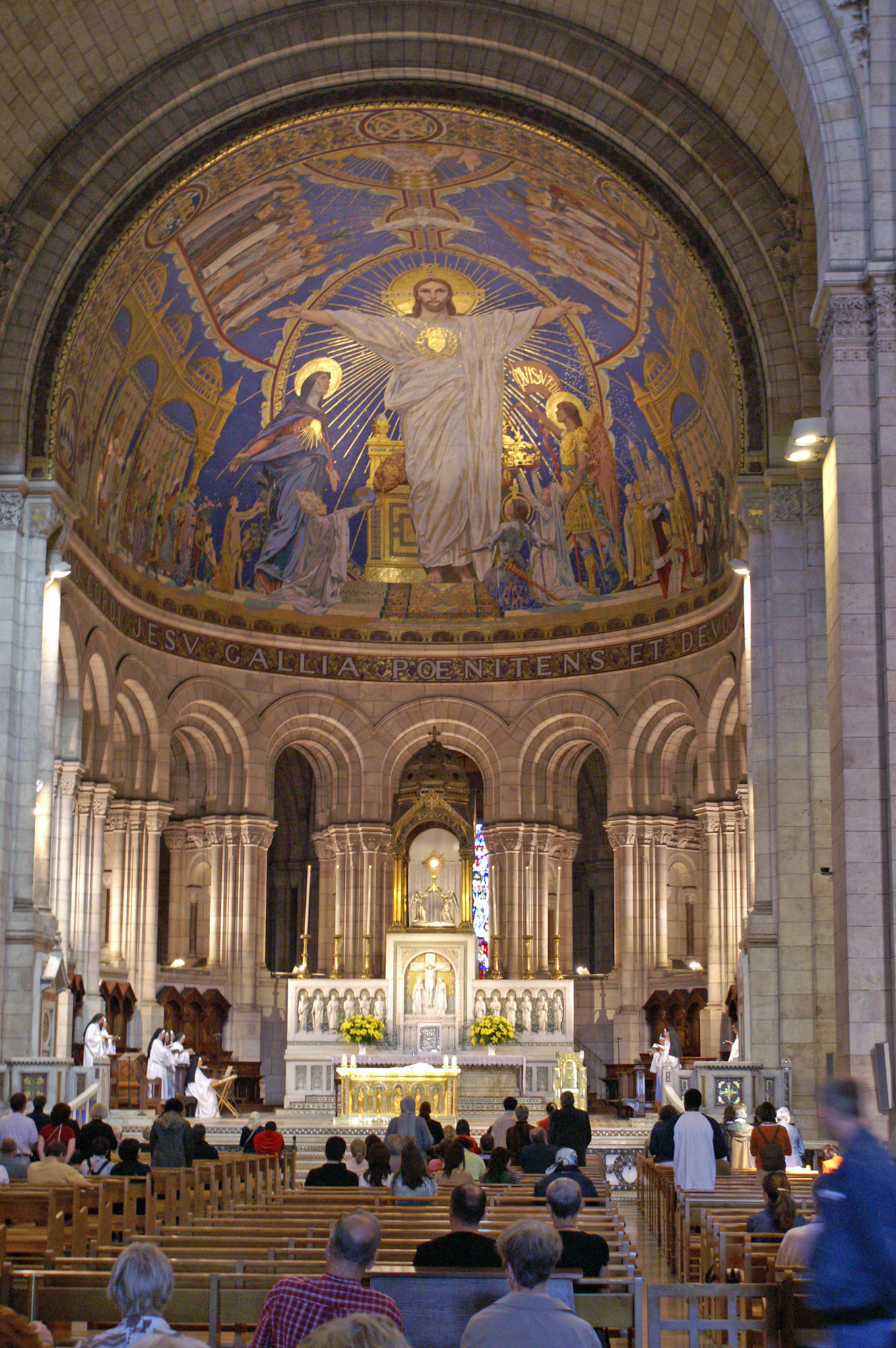
Christus in majesteit

Nicolas Luc Olivier Merson, bekend als Luc-Olivier Merson, (Parijs, 21 mei 1846 – aldaar, 13 november 1920) was een Frans schilder en illustrator.

## Leven en werk
Merson was een zoon van schilder en kunstcriticus Charles Olivier Merson (1822-1902). Hij kreeg zijn opleiding bij Gustave Chassevent aan de École de Dessin en Isidore Pils aan de École des Beaux-Arts.
Merson schilderde vooral historiestukken, vaak geïnspireerd door de mythologie, en religieuze taferelen. Als twintigjarige deed hij in 1866 voor het eerst mee aan de Parijse salon. Drie jaar later won hij de Prix de Rome met zijn schilderij Le soldat de Marathon, een voorstelling van de Griekse koerier Phidippides die zijn relaas doet van de slag bij Marathon. Hij woonde en werkte vervolgens een aantal jaren in de Villa Medici in Rome.
Terug in Frankrijk behaalde hij de eerste plaats bij de Parijse salon (1875). Hij deed vaker mee aan tentoonstellingen en won een gouden medaille op de Wereldtentoonstelling van 1889. In 1891 werd hij benoemd tot ridder van het Legioen van Eer en het jaar erop werd hij lid van de Académie des Beaux-Arts. Van 1906 tot 1911 was hij hoogleraar en chef d'atelier van de schildersafdeling aan de École nationale supérieure des beaux-arts in Parijs. Hij gaf les aan onder anderen Paul Berthon, René Ernest Huet, Johanna Jacoba Kruimel, Ernest Laurent, Nikolai Aleksandrovich Tarkhov, Georges Valmier en Martha Stettler.
Merson was betrokken bij de aankleding van de basilique du Sacré-Cœur in Parijs. De kerk is gewijd aan de devotie tot het Heilig Hart. Voor de apsis ontwierp Merson in 1911 zijn grootste werk, het mozaïek Christus in majesteit, dat een oppervlakte heeft van 475 m². Hij kreeg bovendien de artistieke leiding over de uitvoering daarvan.
Merson zou de voltooiing van het mozaïek niet meemaken. Hij overleed in 1920, op 74-jarige leeftijd. Hij werd bijgezet in het familiegraf op het Cimetière du Père-Lachaise in Parijs.

## Werken
Naast schilderijen maakte Merson onder meer boekillustraties voor werken van Victor Hugo, Gustave Flaubert en Alfred de Musset, fresco's voor het paleis van justitie, het Théâtre national de l'Opéra-Comique en het stadhuis van Parijs en ontwerpen voor glas-in-loodramen, mozaïeken, postzegels en bankbiljetten.

### Schilderijen (selectie)

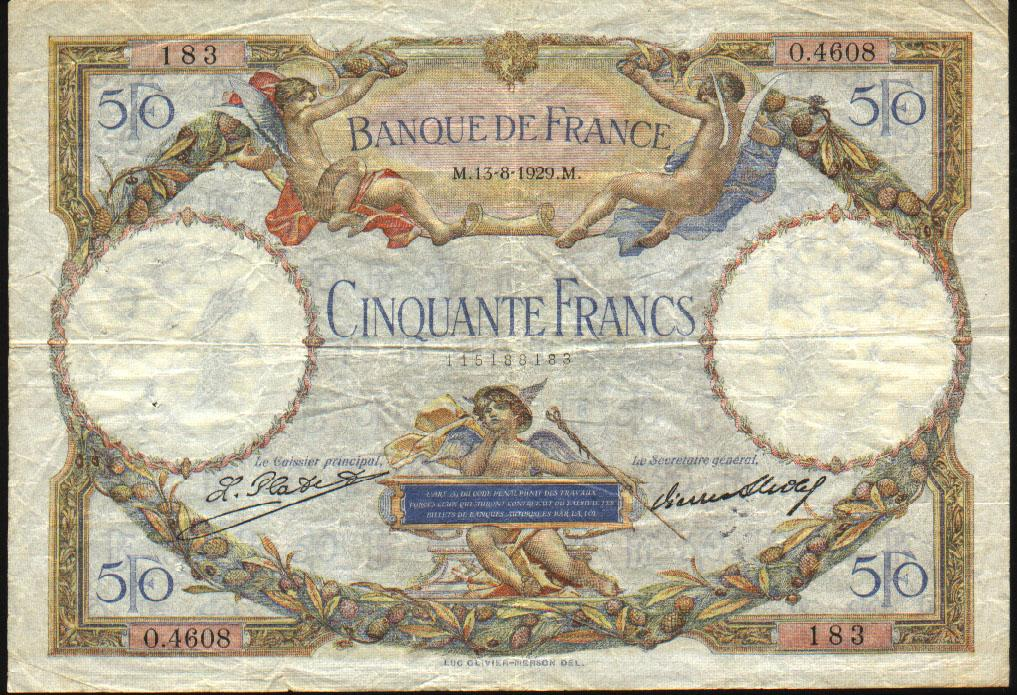
Voorzijde van het 50 franc-biljet (1929)

- Leucothoé et Anaxandre (1866), musée départemental de l'Oise in Beauvais
- Apollon exterminateur 1868, Goya Museum in Castres
- Le soldat de Marathon (1869), Koninklijke Academie voor Beeldhouw- en Schilderkunst in Parijs
- Le sacrifice des poupées, 1871, Musée d'Arts de Nantes
- Saint Edmond roi d'Angleterre, martyr (1871), Musée des beaux-arts in Troyes
- Le Loup d'Agubbio (1877) Museum voor Schone Kunsten in Rijsel
- Le repos pendant la fuite en Égypte (1879), Museum of Fine Arts (Boston)
- L'éveil du Printemps (1884), privébezit
- Saint Louis entre l'Église et saint Thomas d'Aquin (na 1888), Musée d'Orsay in Parijs
- La Vérité (1901) Musée d'Orsay in Parijs
- La Famille (1901) Musée d'Orsay in Parijs
- La Fortune (1901) Musée d'Orsay in Parijs
- L'Annonciation (1908), musée Thomas-Henry in Cherbourg-Octeville

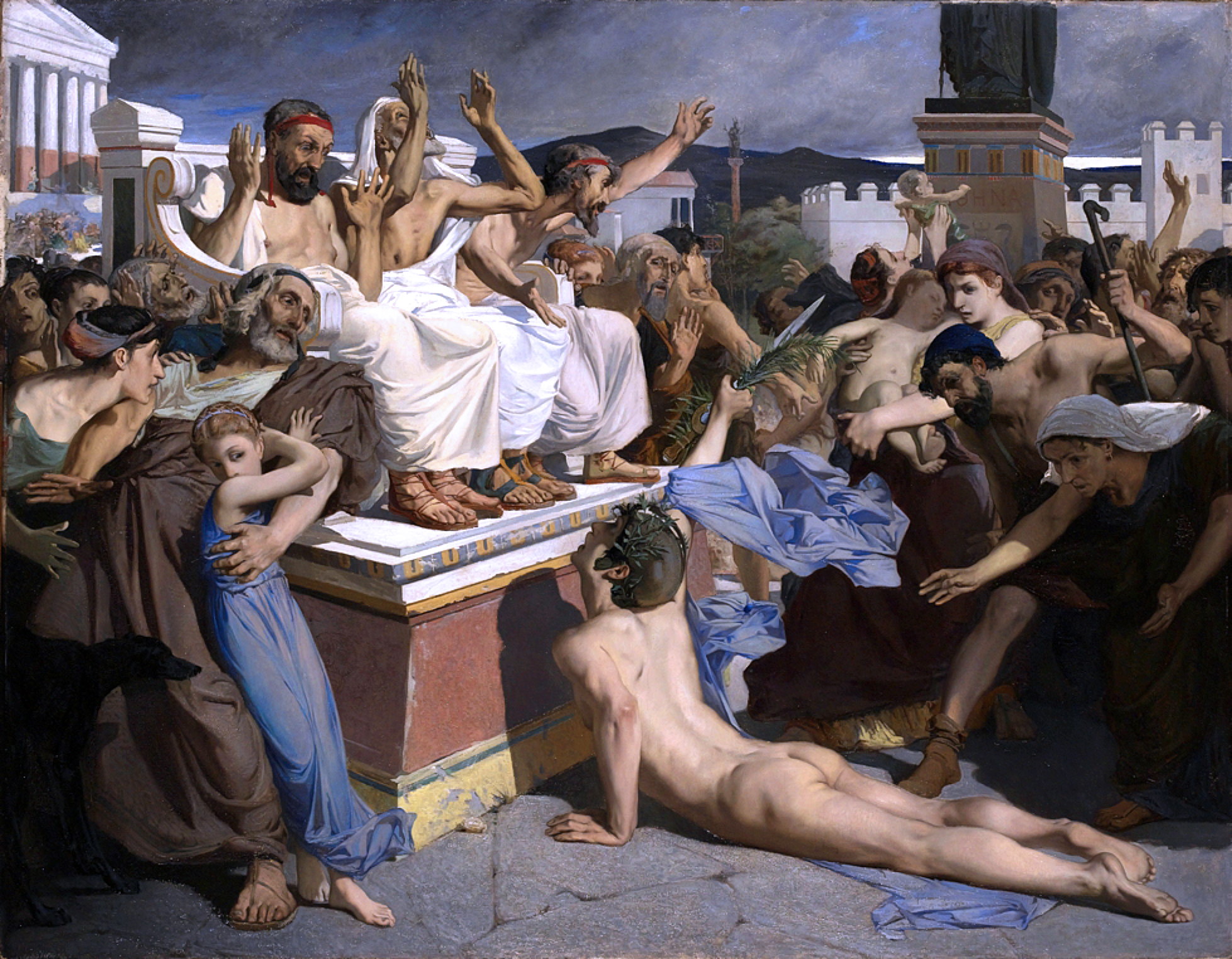
Le soldat de Marathon
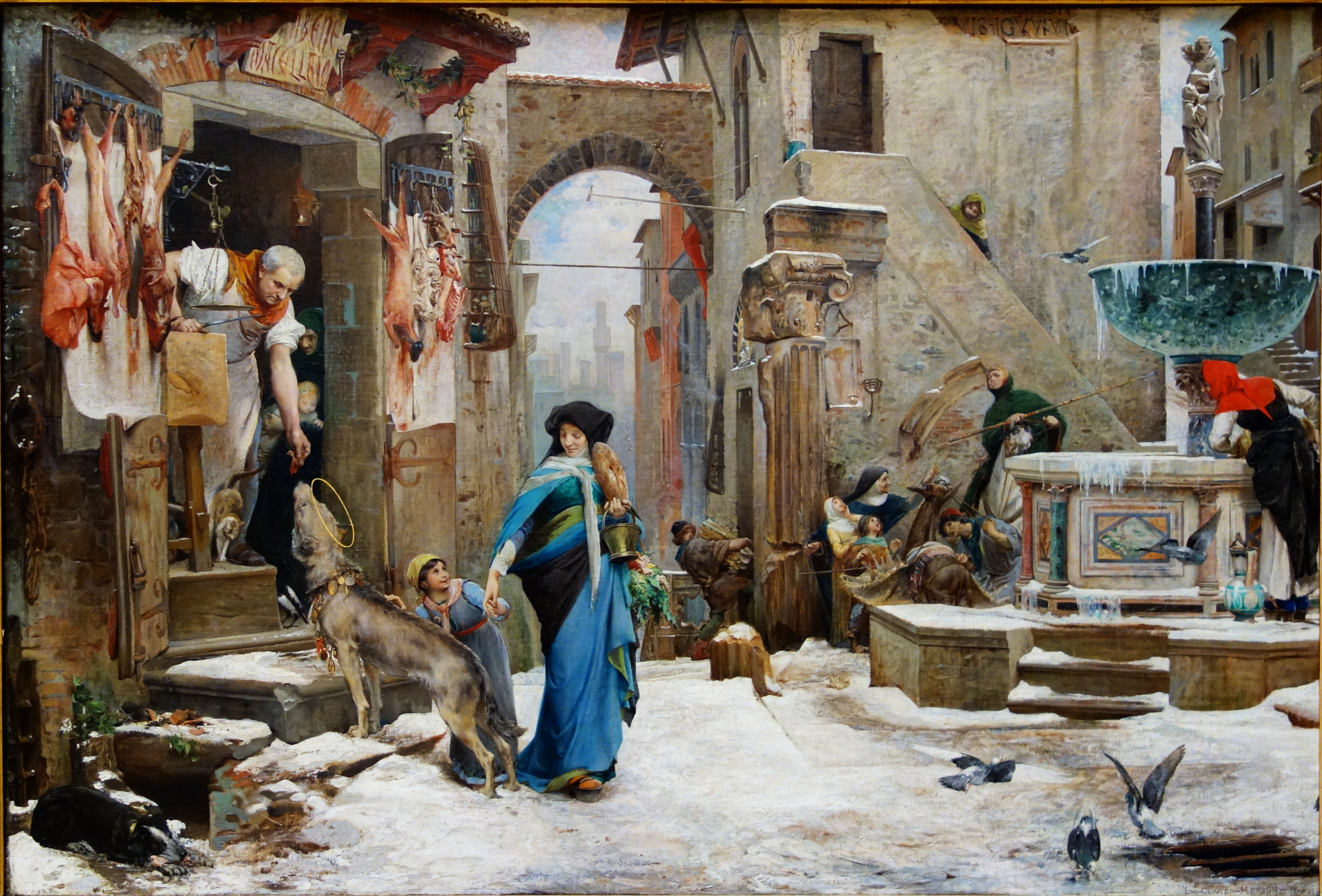
Le loup d'Aggubio
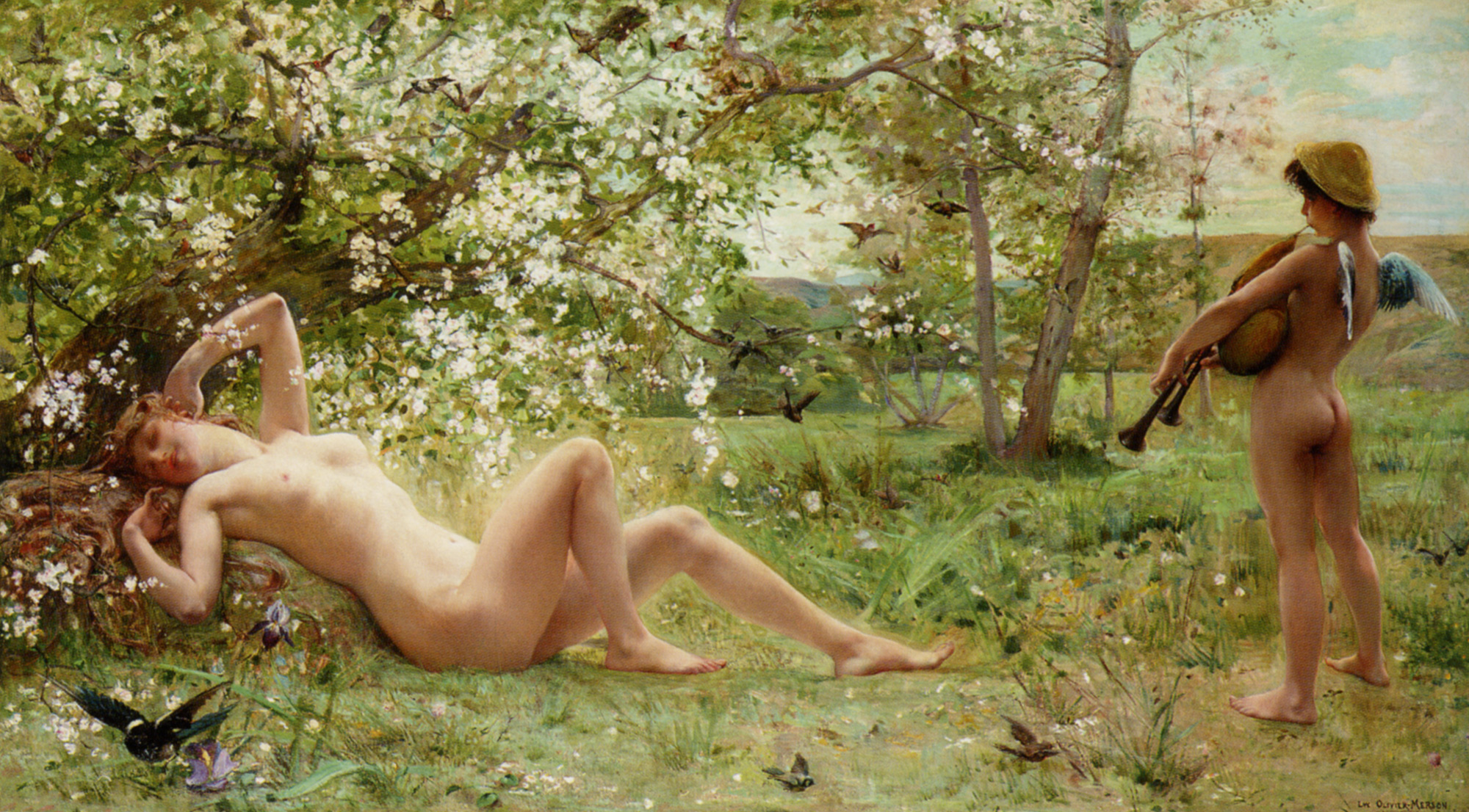
L'éveil du Printemps
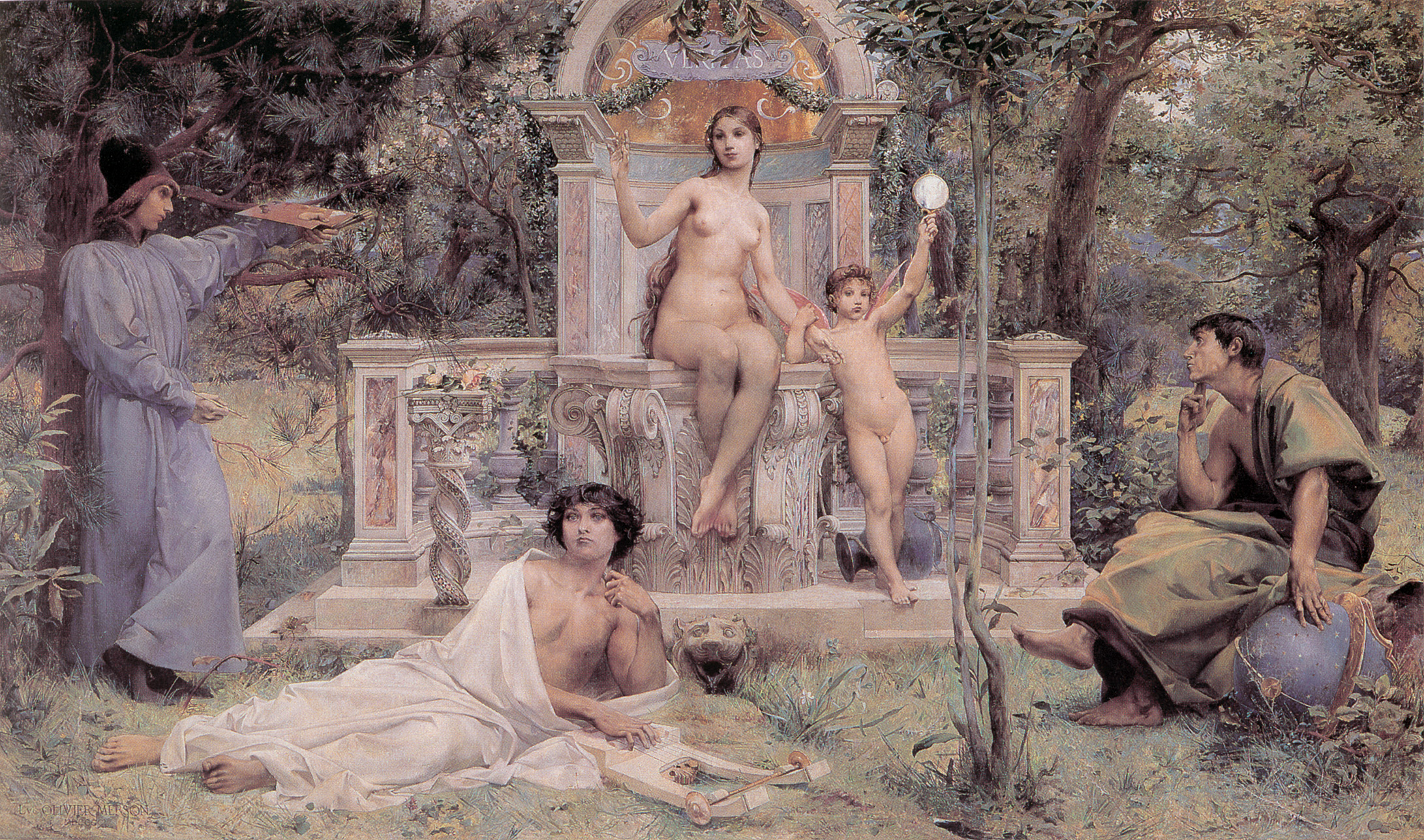
Verité

### Postzegels en bankbiljetten
Merson ontwierp in 1900 een serie postzegels voor de Franse posterijen, die bekendstaan als het type Merson en nog tot 1927 werden uitgegeven. Hij ontwierp ook postzegels voor Monaco. Voor de Banque de France ontwierp hij vanaf 1908 bankbiljetten.
In 1930 spanden de erfgenamen van Merson een rechtszaak aan tegen de Banque de France vanwege de slechte kwaliteit van de nieuwe biljetten van 50 franc, waarvoor een ontwerp van Merson was gebruikt. Zij wilden eerbiediging van het werk van de kunstenaar. De bank weerlegde dat een tekening voor een bankbiljet geen kunstwerk was. De erfgenamen kregen een schadevergoeding en de bank vermeldde de naam van Merson niet op de verdere oplage.